# Кредитна картка

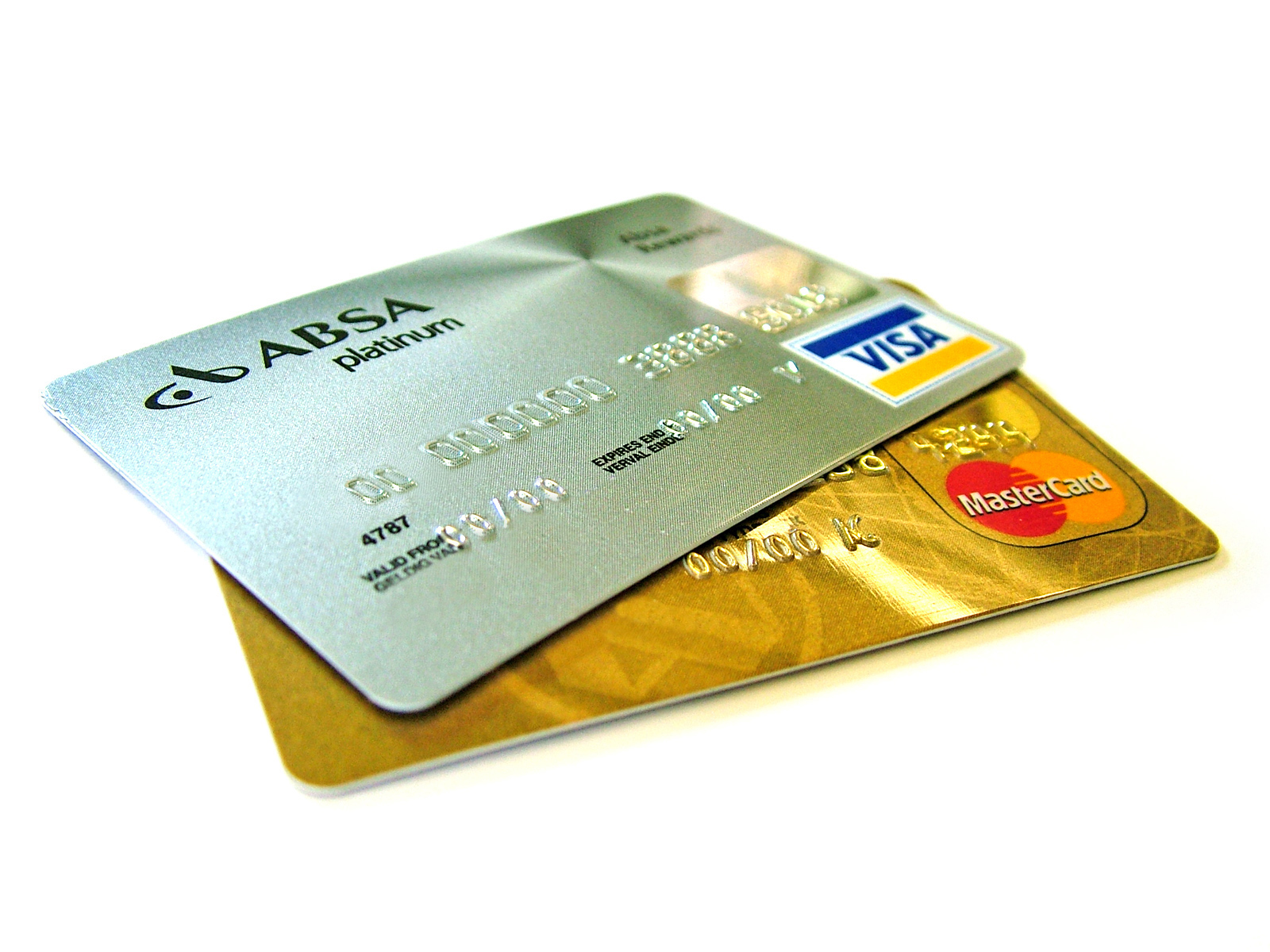
Кредитна картка південноафриканського Absa Bank

Креди́тна ка́ртка, кредито́ва картка, розм. кредитка — платіжно-розрахунковий документ, який видають банки або торговельні фірми своїм клієнтам для оплати необхідних для них товарів і послуг, придбаних у кредит. На відміну від дебетової картки, кредитна картка може бути не пов'язана з реальним банківським рахунком. В залежності від кредитної здатності (ліміту), якій (якому) відповідає цей платіжний засіб, розрізняють звичайні, «золоті» і «платинові» кредитні картки.